# Hypocrea subsplendens
Hypocrea subsplendens är en svampart som beskrevs av Yoshim. Doi 1968. Hypocrea subsplendens ingår i släktet svampdynor och familjen Hypocreaceae.   Inga underarter finns listade i Catalogue of Life.